# Soumaila Coulibaly
Soumaila Coulibaly (Bamako, 15 aprile 1978) è un ex calciatore maliano, di ruolo centrocampista.

## Biografia
Suo fratello minore Boubacar Coulibaly è anch'egli un ex calciatore.

## Carriera

### Club
Dopo gli esordi con i compatrioti del Djoliba e gli egiziani dell'Al-Zamalek, nel 2000 passa alla formazione tedesca del Friburgo, e ne diventa capitano nella stagione 2006-2007.
Nel 2007 firma con il Borussia Mönchengladbach un contratto valido fino al 30 giugno 2010. Gioca titolare fino alla vigilia del derby col Colonia del 22 ottobre 2007, quando viene trovato a notte fonda in una discoteca di Colonia col compagno di squadra Steve Gohouri e per questo punito ed escluso dalla rosa dei convocati per quella gara. Negli incontri successivi viene regolarmente lasciato in panchina, ritrovando il posto da titolare a fine novembre; il Borussia Mönchengladbach conquista anticipatamente il titolo di Campione d'inverno.
Con l'arrivo sulla panchina del Borussia Mönchengladbach dell'allenatore Hans Meyer, dal 4 novembre 2008 viene escluso dalla rosa della prima squadra.
Nell'estate del 2009 passa al FSV Francoforte, con cui resta fino al 2010.
Dal 2011 al 2012 milita nella squadra cinese del Yanbian Baekdu.

### Nazionale
Ha partecipato alla Coppa d'Africa del 2002 ed a quella del 2004.

## Palmarès

### Club

#### Competizioni nazionali
- Campionato maliano: 1

Djoliba: 1996
- Coppa del Mali: 1

Djoliba: 1996
- Coppa d'Egitto: 1

Zamalek: 1998-1999
- Campionato tedesco di seconda divisione: 2

Friburgo: 2002-2003
Borussia Mönchengladbach: 2007-2008

#### Competizioni internazionali
- Supercoppa CAF: 1

Zamalek: 1997
- Coppa dei Campioni afro-asiatica: 1

Zamalek: 1997